# Iophon indentatum
Iophon indentatum är en svampdjursart som beskrevs av Wilson 1904. Iophon indentatum ingår i släktet Iophon och familjen Acarnidae.
Artens utbredningsområde är havet kring Galapagosöarna. Inga underarter finns listade i Catalogue of Life.